# Zizaniinae
Zizaniinae Benth., 1881 è una sottotribù di piante erbacee spermatofite monocotiledoni appartenenti alla famiglia Poaceae (sottofamiglia Ehrhartoideae, tribù Oryzeae).

## Etimologia
Il nome della sottotribù deriva dal suo genere tipo Zizania L., 1763, antica parola greca (zizanion) per una pianta di grano selvatico che tipicamente cresce tra le colture del grano.
Il nome scientifico della sottotribù è stato definito dal botanico inglese George Bentham (22 settembre 1800 – 10 settembre 1884) nella pubblicazione "Journal of the Linnean Society. Botany. London - 19: 54" del 1881.

## Descrizione

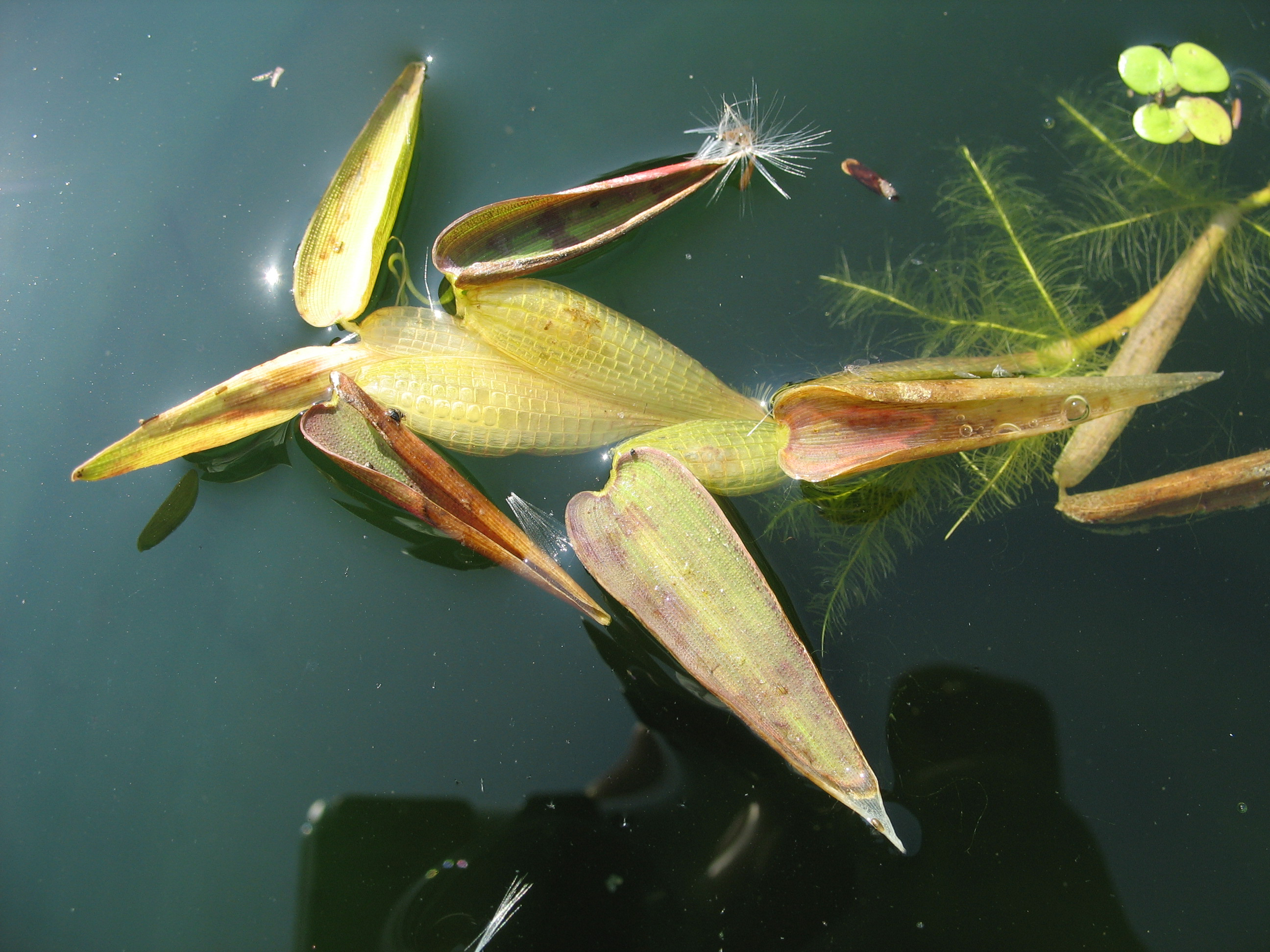
Il portamento
Hygroryza aristata

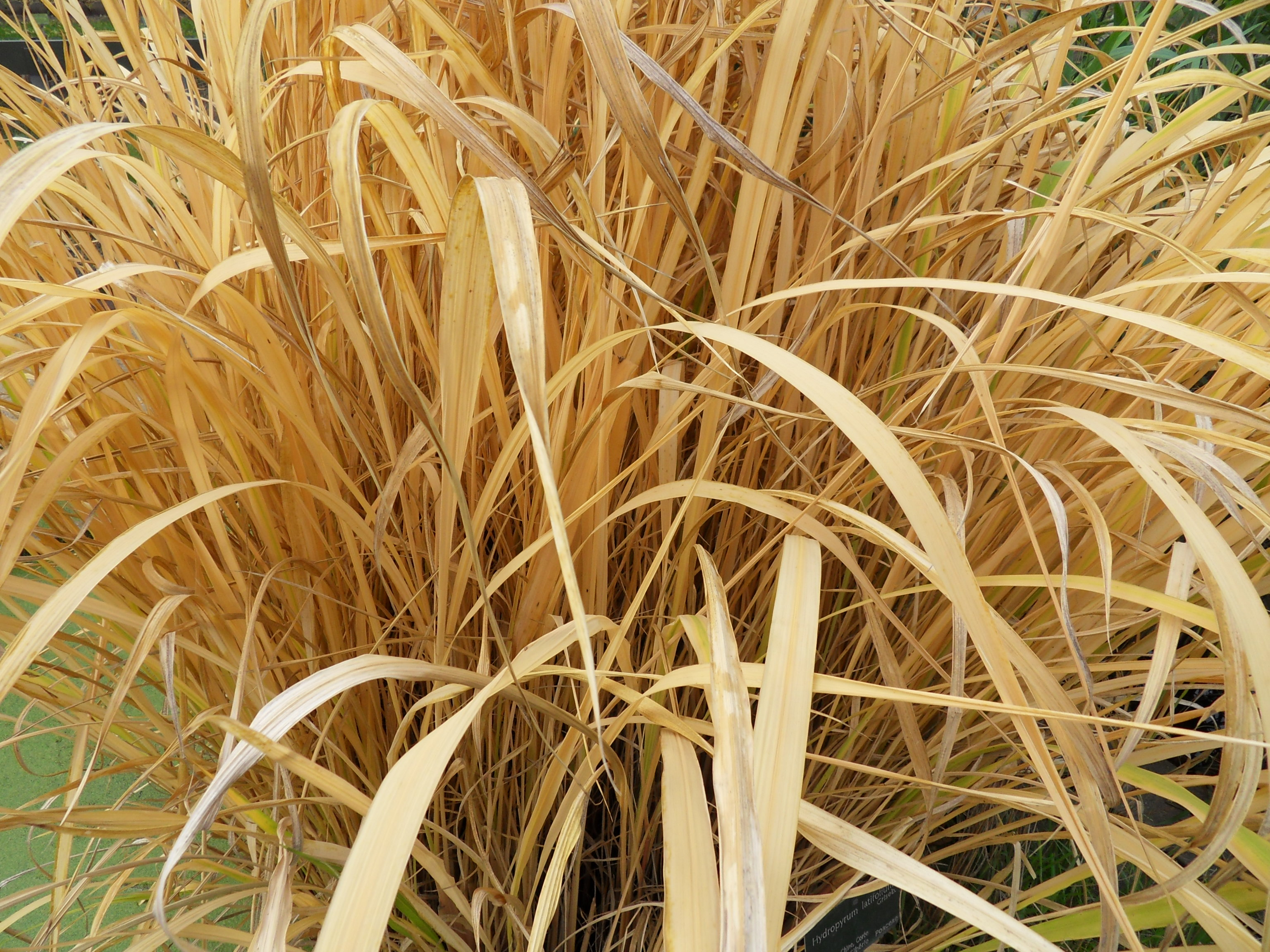
Le foglie
Zizania latifolia

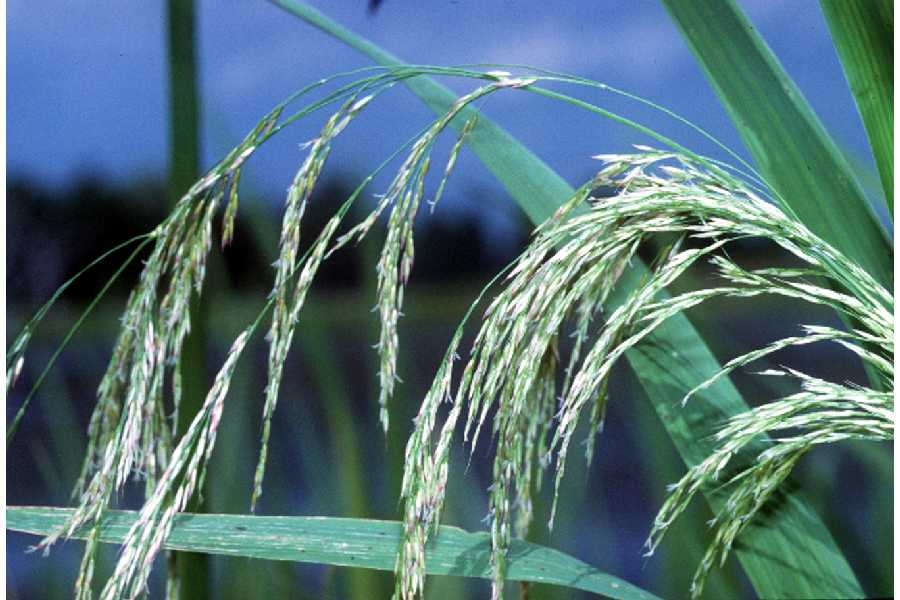
Infiorescenza
Zizaniopsis miliacea

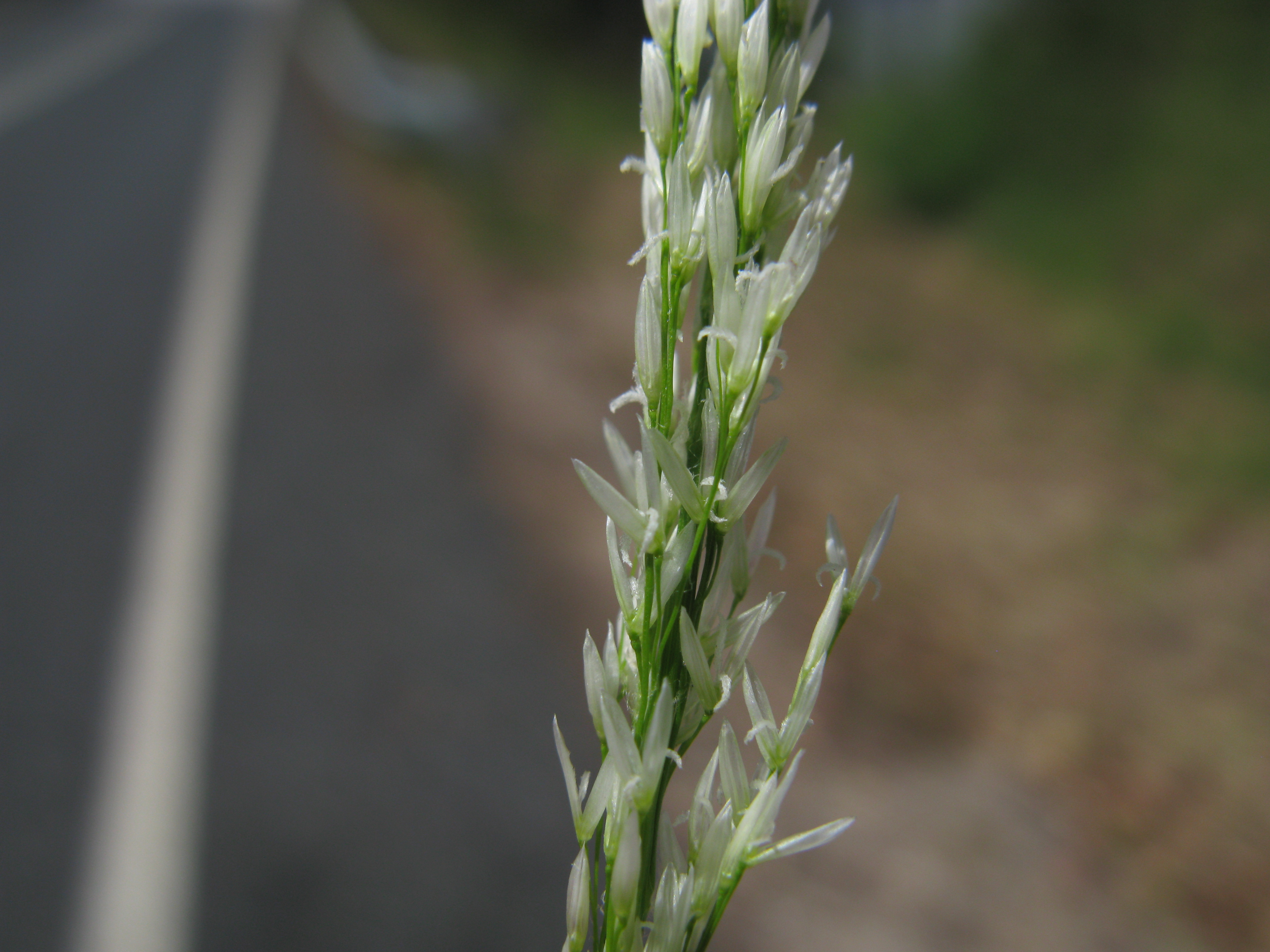
La spighetta
Potamophila parviflora

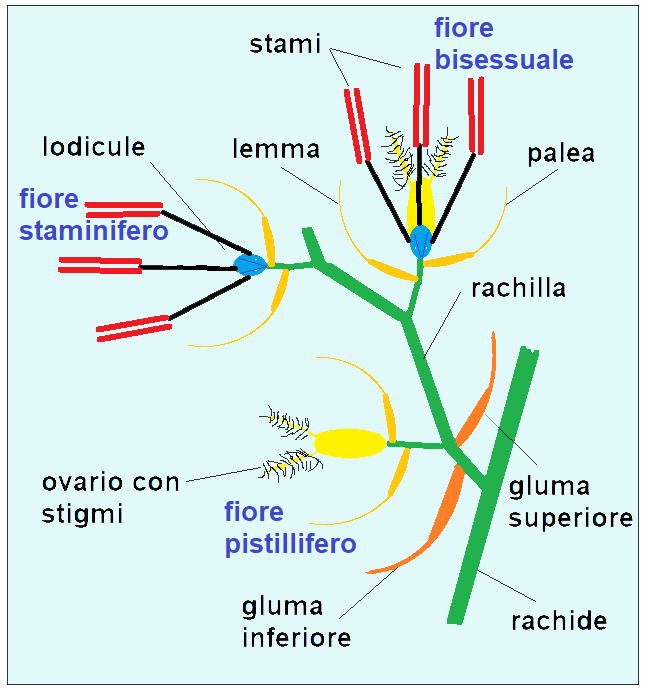
Spighetta generica con tre fiori diversi

### Portamento
Il portamento delle specie di questa sottotribù è erbaceo annuale o perenne cespitoso, rizomatoso e stolonifero. Sono presenti anche specie acquatiche (Hygroryza). Le radici in genere sono del tipo fascicolato. I culmi sono eretti o decombenti, non ramificati, alti al massimo 3 m (Zizania); in Hygroryza sono spugnosi.

### Foglie
Le foglie lungo il culmo sono disposte in modo alterno e distico. Sono composte da una guaina (più lunga dell'internodo), una ligula (membranosa e a volte cigliata) e una lamina. La forma della lamina varia la lineare a largamente lineare fino a lanceolata. Le venature sono parallelinervie (quelle trasversali possono essere visibili o assenti). Nel mesofillo sono presenti delle cellule fusiformi, mentre sono assenti le pareti cellulari invaginate. In Hygroryza le guaine delle foglie sono gonfiate per favorire il galleggiamento (le foglie sono galleggianti). In Rhynchoryza le foglie hanno una consistenza coriacee e sono provviste di padiglioni auricolari.

### Fiori
- Infiorescenza principale (sinfiorescenza o semplicemente spiga): le infiorescenze sono per lo più ramificate ed hanno la forma di una pannocchia aperta. Alla base le infiorescenze possono essere sottese da una foglia. Le spighette in genere sono da solitarie a 6 per ramo (Luziola). In Potamophila nella stessa infiorescenza sono presenti sia spighette unisessuali che bisessuali. In Zizania le spighette staminifere si trovano sui rami inferiori della pannocchia; quelle pistillifere sui superiori; nei rami centrali si trovano spighette miste maschili e femminili. In Luziola sono tutte unisessuali; spesso con i sessi in infiorescenze separate oppure con spighette staminifere e pistillifere nella stessa infiorescenza come in Zizaniopsis (spighette staminifere all'apice dell'infiorescenza; spighette pistillifere alle ascelle inferiori).
- Infiorescenza secondaria (o spighetta): le spighette, posizionate su un lungo pedicello snello (quelle fertili) e con forme lanceolate compresse dorsalmente, in genere sono formate da un fiore fertile sotteso da due brattee chiamate glume (inferiore e superiore) a volte assenti o ridotti. Alla base di ogni fiore sono presenti due brattee: la palea (più piccola del lemma, 2-3-venata e prive di ciglia) e il lemma (con forme da lanceolate a ellittiche o ovate, consistenza membranosa, 5-7-venata e apice acuto o mutico). Un altro fiore può essere portato su un lungo gambo in proseguimento del primo. In Chikusichloa sono assenti sia i glumi che i lemmi sterili. In Hygroryza, Zizania e Potamophila sono assenti solamente i lemmi sterili. La rachilla normalmente è priva di estensione. La disarticolazione interessa l'intera spighetta. In Zizania (il riso selvatico nordamericano), rispetto ad altre specie, la frantumazione si è mantenuta in quanto la raccolta dei nativi americani per secoli si è effettuata passando attraverso le piante del riso selvatico con delle barche e battendo le piante in modo che i semi cadano nella barca. Al contrario, se la raccolta viene effettuata con una falce, la disarticolazione prima o poi si perde.[14]

I fiori fertili sono attinomorfi formati da 3 verticilli: perianzio ridotto, androceo (assente in alcuni fiori pistilliferi) e gineceo (assente nei fiori sterili). In questo gruppo sono presenti sia fiori unisessuali che bisessuali.
- Formula fiorale:[5]

- , P 2, A (1-)3(-6), G (2–3) supero, cariosside.

- Il perianzio è ridotto e formato da due lodicule, delle squame, poco visibili (forse relitto di un verticillo di 3 sepali). In Luziola le lodicule sono assenti.
- L'androceo è composto da 1, 2 (in Zizaniopsis) o 6 stami (fino a 12 in Luziola) ognuno con un breve filamento, una antera e due teche. Le antere sono basifisse con deiscenza laterale. Il polline è monoporato. In Chikusichloa lo stame è uno e rappresenta chiaramente una riduzione dal numero ancestrale da 6.
- Il gineceo è composto da 3-(2) carpelli connati formanti un ovario supero. L'ovario, glabro o pubescente ha un solo loculo con un solo ovulo subapicale (o quasi basale). L'ovulo è anfitropo e semianatropo e tenuinucellato o crassinucellato. Lo stilo è unico con due stigmi papillosi.

### Frutti
I frutti sono del tipo cariosside con forme da ellissoidi a oblunghe, ossia sono dei piccoli chicchi indeiscenti nel quale il pericarpo è formato da una sottile parete che circonda il singolo seme. In particolare il pericarpo è fuso al seme e aderente. L'endosperma è duro e l'ilo è lungo e lineare. L'embrione è provvisto di epiblasto. I margini embrionali della foglia si sovrappongono. La fessura scutellare è assente.

Dettagli morfologici
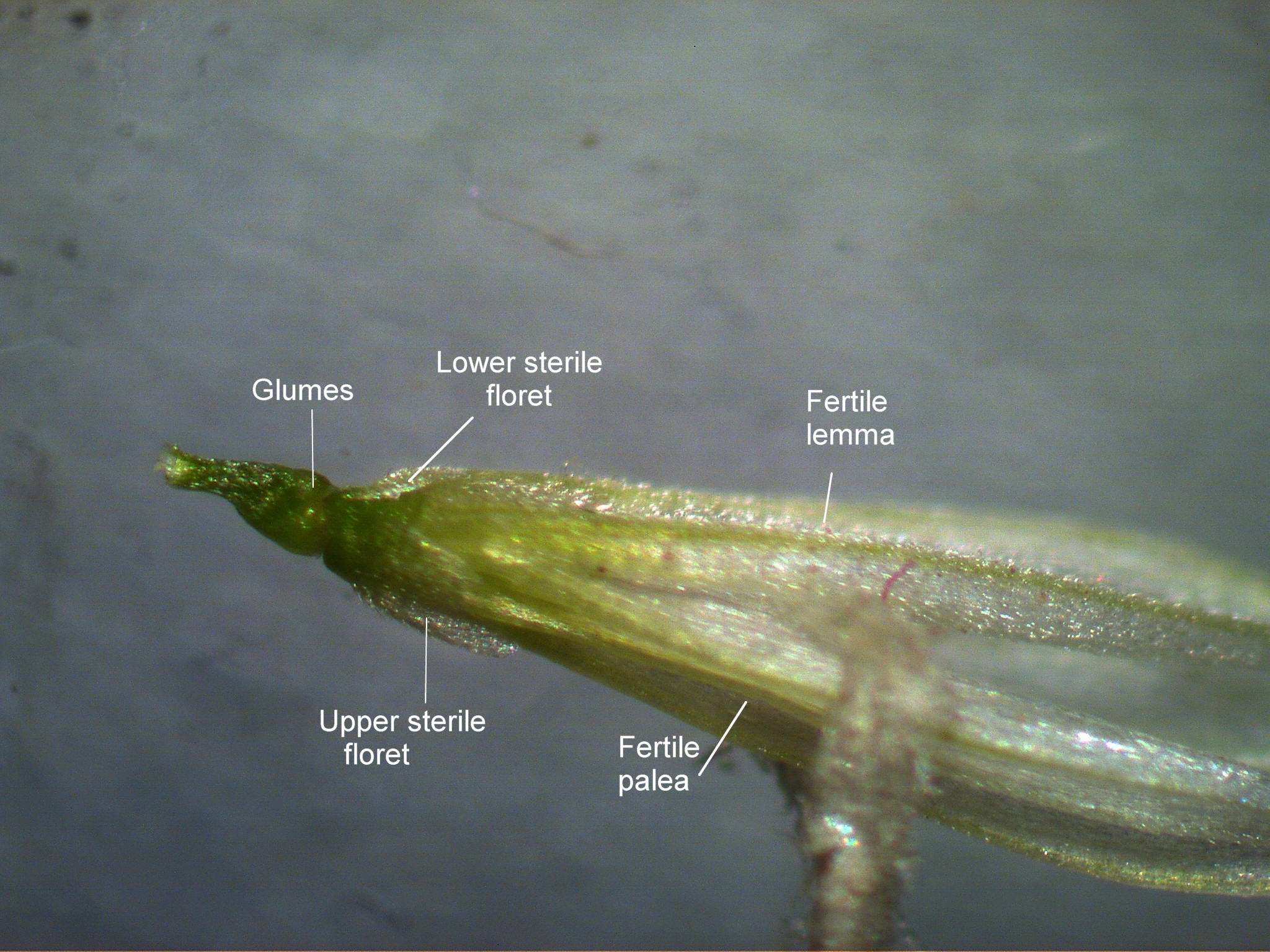
Spighette Potamophila parviflora
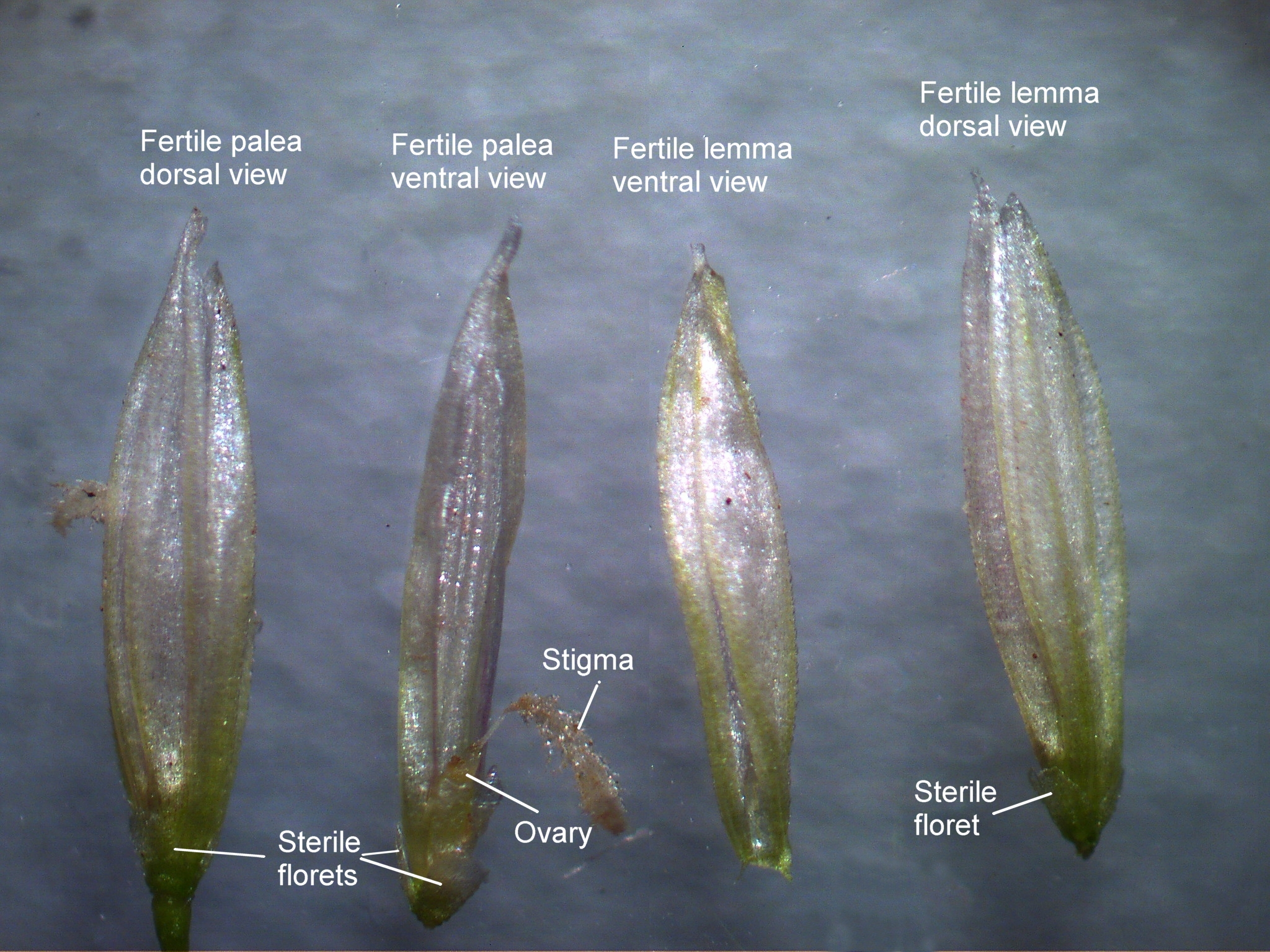
Lemmi e palee Potamophila parviflora

## Biologia
In generale nelle erbe delle Poaceae la fecondazione avviene fondamentalmente tramite l'impollinazione dei fiori per via  anemogama. Gli stigmi piumosi sono una caratteristica importante per catturare meglio il polline aereo.
I semi cadendo a terra, dopo aver eventualmente percorso alcuni metri a causa del vento (dispersione anemocora) sono dispersi soprattutto da insetti tipo formiche (mirmecoria).

## Distribuzione e habitat
Questa sottotribù ha una distribuzione cosmopolita con habitat caldi e umidi.
| Genere       | Distribuzione                                                                 |
| ------------ | ----------------------------------------------------------------------------- |
| Chikusichloa | Dall'Asia sud-orientale al Giappone                                           |
| Hygroryza    | Una specie: Hygroryza aristata (Retz.) Nees ex Wright & Arn. - Asia orientale |
| Luziola      | Dagli USA meridionale all'Argentina                                           |
| Potamophila  | Una specie: Potamophila parviflora R. Br. - Australia                         |
| Rhynchoryza  | Una specie: Rhynchoryza subulata (Nees) Baill. - Paraguay e Argentina         |
| Zizania      | Asia orientale e Nord America                                                 |
| Zizaniopsis  | Dagli USA meridionale all'Argentina                                           |

## Tassonomia
La famiglia delle Poacee comprende circa 800 generi e oltre 9.000 specie. È una delle famiglie più numerose e più importanti del gruppo delle monocotiledoni. La famiglia è suddivisa in 12 sottofamiglie, questa sottotribù fa parte della sottofamiglia Ehrhartoideae e della tribù Oryzeae.

### Generi
La sottotribù si compone di 7 generi e 27 specie:
- Chikusichloa Koidz. (3 spp.)
- Hygroryza Nees (1 sp.)
- Luziola Juss. (11 spp.)
- Potamophila R.Br. (1 sp.)
- Rhynchoryza Baill. (1 sp.)
- Zizania L. (4 spp.)
- Zizaniopsis Döll & Asch. (6 spp.)

### Filogenesi
Questo gruppo, definito soprattutto dalle analisi filogenetiche del DNA, manca di un chiaro carattere diagnostico anche se alcuni deboli caratteri potrebbero essere sinapomorfi. Questo clade è caratterizzato da infiorescenze ramificate (a parte alcune specie di Luziola); mentre tutte le specie di questo genere sono prive di cellule fusiformi nel mesofillo (presenti invece in tutti gli altri generi). Altri caratteri notevoli sono l'assenza dei lemmi sterili e i fiori unisessuali (i primi sono stati persi due volte nel corso dell'evoluzione del gruppo, mentre i secondi sono apparsi due volte).
La sottotribù all'interno della tribù occupa una posizione vicina al core delle Oryzeae e risulta "gruppo fratello" della sottotribù Oryzinae. All'interno della sottotribù i generi Potamophila e Chikusichloa risultano in posizione "basale", mentre i generi Zizania e Rhynchoryza formano un "gruppo fratello" e rappresentano il "core" delle Zizaniinae. Tuttavia queste relazioni in alcune analisi si sono dimostrate discordanti. Si presume che tale incertezza filogenetica nella sottotribù Zizaniinae sia probabilmente il risultato di una rapida speciazione delle sue specie. Un cronogramma basato su analisi di tipo filogenetico sul DNA dei cloroplasti indica, per la speciazione completa della sottotribù, un intervallo di 4 - 5 milioni di anni durante le fasi iniziali del Miocene (da 21 a 17 milioni di anni fa).
All'interno della sottotribù è presente un clade ben supportato composto dai generi Luziola e Zizaniopsis ("L.+Z. clade") dai seguenti caratteri distintivi (*: queste sono sinapomorfie):
- i lemmi sterili sono assenti;
- il pericarpo (fragile) è libero dal rivestimento del seme (*);
- fiori sono unisessuali (*).

Questo clade in alcune ricerche è stato scorporato da questo gruppo per formare una sua sottotribù autonoma: Luziolinae Terrell & H. Rob..
Le sinapomorfie per i generi sono:
- Chikusichloa: (1) le ligule a volte sono cigliate; (2) le spighette sono portate su un lungo pedicello snello;
- Hygroryza: (1) le foglie sono galleggianti con guaine gonfiate; (2) i fiori sono portati su un lungo pedicello;
- Luziola: (1) le spighette sono unisessuali; (2) le lodicule sono assenti; (3) gli stami son da 6 a 12; (4) le cellule fusiformi sono assenti;
- Potamophila: (1) le spighette sono unisessuali o bisessuali mescolate nell'infiorescenza; (2) i margini embrionali delle foglie non sono sovrapposti;
- Rhynchoryza: il lembo fertile ha margini involuti e apice esteso fino a un lungo becco;
- Zizania: le spighette staminifere sono posizionate sui rami inferiori della pannocchia; quelle pistillifere sui superiori;
- Zizaniopsis: (1) le spighette sono unisessuali ma sulla stessa infiorescenza; (2) gli stami sono 2.

I numeri cromosomici delle specie di questa sottotribù sono: 2n = 24, 30 e 34.
Il cladogramma sottostante, ricavato dagli studi citati e semplificato, mostra l'attuale conoscenza filogenetica della sottotribù e dei livelli immediatamente superiori.
|  | Hygroryza                                               |
|  |                                                         |
|  | \| \| Zizania \| \| \| \| \| \| Rhynchoryza \| \| \| \| |
|  |                                                         |
|  | Zizania                                                 |
|  |                                                         |
|  | Rhynchoryza                                             |
|  |                                                         |

|  | Zizania     |
|  |             |
|  | Rhynchoryza |
|  |             |

|  | Luziola     |
|  |             |
|  | Zizaniopsis |
|  |             |

|  | Hygroryza                                               |
|  |                                                         |
|  | \| \| Zizania \| \| \| \| \| \| Rhynchoryza \| \| \| \| |
|  |                                                         |
|  | Zizania                                                 |
|  |                                                         |
|  | Rhynchoryza                                             |
|  |                                                         |

|  | Zizania     |
|  |             |
|  | Rhynchoryza |
|  |             |

|  | Luziola     |
|  |             |
|  | Zizaniopsis |
|  |             |

|  | Hygroryza                                               |
|  |                                                         |
|  | \| \| Zizania \| \| \| \| \| \| Rhynchoryza \| \| \| \| |
|  |                                                         |
|  | Zizania                                                 |
|  |                                                         |
|  | Rhynchoryza                                             |
|  |                                                         |

|  | Zizania     |
|  |             |
|  | Rhynchoryza |
|  |             |

|  | Luziola     |
|  |             |
|  | Zizaniopsis |
|  |             |

|  | Hygroryza                                               |
|  |                                                         |
|  | \| \| Zizania \| \| \| \| \| \| Rhynchoryza \| \| \| \| |
|  |                                                         |
|  | Zizania                                                 |
|  |                                                         |
|  | Rhynchoryza                                             |
|  |                                                         |

|  | Zizania     |
|  |             |
|  | Rhynchoryza |
|  |             |

|  | Luziola     |
|  |             |
|  | Zizaniopsis |
|  |             |

|  | Hygroryza                                               |
|  |                                                         |
|  | \| \| Zizania \| \| \| \| \| \| Rhynchoryza \| \| \| \| |
|  |                                                         |
|  | Zizania                                                 |
|  |                                                         |
|  | Rhynchoryza                                             |
|  |                                                         |

|  | Zizania     |
|  |             |
|  | Rhynchoryza |
|  |             |

|  | Luziola     |
|  |             |
|  | Zizaniopsis |
|  |             |

|  | Hygroryza                                               |
|  |                                                         |
|  | \| \| Zizania \| \| \| \| \| \| Rhynchoryza \| \| \| \| |
|  |                                                         |
|  | Zizania                                                 |
|  |                                                         |
|  | Rhynchoryza                                             |
|  |                                                         |

|  | Zizania     |
|  |             |
|  | Rhynchoryza |
|  |             |

|  | Luziola     |
|  |             |
|  | Zizaniopsis |
|  |             |

|  | Hygroryza                                               |
|  |                                                         |
|  | \| \| Zizania \| \| \| \| \| \| Rhynchoryza \| \| \| \| |
|  |                                                         |
|  | Zizania                                                 |
|  |                                                         |
|  | Rhynchoryza                                             |
|  |                                                         |

|  | Zizania     |
|  |             |
|  | Rhynchoryza |
|  |             |

|  | Luziola     |
|  |             |
|  | Zizaniopsis |
|  |             |

|  | Hygroryza                                               |
|  |                                                         |
|  | \| \| Zizania \| \| \| \| \| \| Rhynchoryza \| \| \| \| |
|  |                                                         |
|  | Zizania                                                 |
|  |                                                         |
|  | Rhynchoryza                                             |
|  |                                                         |

|  | Zizania     |
|  |             |
|  | Rhynchoryza |
|  |             |

|  | Luziola     |
|  |             |
|  | Zizaniopsis |
|  |             |

|  | Hygroryza                                               |
|  |                                                         |
|  | \| \| Zizania \| \| \| \| \| \| Rhynchoryza \| \| \| \| |
|  |                                                         |
|  | Zizania                                                 |
|  |                                                         |
|  | Rhynchoryza                                             |
|  |                                                         |

|  | Zizania     |
|  |             |
|  | Rhynchoryza |
|  |             |

|  | Luziola     |
|  |             |
|  | Zizaniopsis |
|  |             |

|  | Hygroryza                                               |
|  |                                                         |
|  | \| \| Zizania \| \| \| \| \| \| Rhynchoryza \| \| \| \| |
|  |                                                         |
|  | Zizania                                                 |
|  |                                                         |
|  | Rhynchoryza                                             |
|  |                                                         |

|  | Zizania     |
|  |             |
|  | Rhynchoryza |
|  |             |

|  | Luziola     |
|  |             |
|  | Zizaniopsis |
|  |             |

|  | Hygroryza                                               |
|  |                                                         |
|  | \| \| Zizania \| \| \| \| \| \| Rhynchoryza \| \| \| \| |
|  |                                                         |
|  | Zizania                                                 |
|  |                                                         |
|  | Rhynchoryza                                             |
|  |                                                         |

|  | Zizania     |
|  |             |
|  | Rhynchoryza |
|  |             |

|  | Luziola     |
|  |             |
|  | Zizaniopsis |
|  |             |

|  | Hygroryza                                               |
|  |                                                         |
|  | \| \| Zizania \| \| \| \| \| \| Rhynchoryza \| \| \| \| |
|  |                                                         |
|  | Zizania                                                 |
|  |                                                         |
|  | Rhynchoryza                                             |
|  |                                                         |

|  | Zizania     |
|  |             |
|  | Rhynchoryza |
|  |             |

|  | Luziola     |
|  |             |
|  | Zizaniopsis |
|  |             |

|  | Hygroryza                                               |
|  |                                                         |
|  | \| \| Zizania \| \| \| \| \| \| Rhynchoryza \| \| \| \| |
|  |                                                         |
|  | Zizania                                                 |
|  |                                                         |
|  | Rhynchoryza                                             |
|  |                                                         |

|  | Zizania     |
|  |             |
|  | Rhynchoryza |
|  |             |

|  | Luziola     |
|  |             |
|  | Zizaniopsis |
|  |             |

|  | Hygroryza                                               |
|  |                                                         |
|  | \| \| Zizania \| \| \| \| \| \| Rhynchoryza \| \| \| \| |
|  |                                                         |
|  | Zizania                                                 |
|  |                                                         |
|  | Rhynchoryza                                             |
|  |                                                         |

|  | Zizania     |
|  |             |
|  | Rhynchoryza |
|  |             |

|  | Luziola     |
|  |             |
|  | Zizaniopsis |
|  |             |

|  | Hygroryza                                               |
|  |                                                         |
|  | \| \| Zizania \| \| \| \| \| \| Rhynchoryza \| \| \| \| |
|  |                                                         |
|  | Zizania                                                 |
|  |                                                         |
|  | Rhynchoryza                                             |
|  |                                                         |

|  | Zizania     |
|  |             |
|  | Rhynchoryza |
|  |             |

|  | Luziola     |
|  |             |
|  | Zizaniopsis |
|  |             |

|  | Hygroryza                                               |
|  |                                                         |
|  | \| \| Zizania \| \| \| \| \| \| Rhynchoryza \| \| \| \| |
|  |                                                         |
|  | Zizania                                                 |
|  |                                                         |
|  | Rhynchoryza                                             |
|  |                                                         |

|  | Zizania     |
|  |             |
|  | Rhynchoryza |
|  |             |

|  | Luziola     |
|  |             |
|  | Zizaniopsis |
|  |             |